# Томас фон Ринек
Томас фон Ринек (на немски: Thomas von Rieneck; † 1293) е граф на Ринек.
Той е големият син на граф Лудвиг VI († 1289) и съпругата му Уделхилд (Аделхайд) фон Грумбах († 1300), дъщеря на Алберт II фон Грумбах, фогт фон Шлухтерн († 1241/1243). Брат е на Лудвиг VIII († 1333), граф на Ринек-Ротенфелс, и на Елизабет фон Ринек († 1299/1303), омъжена 1272 г. за Улрих I фон Ханау († 1305/1306).

## Фамилия
Томас се жени за Берта фон Катценелнбоген (* 1283; † сл. 1307), дъщеря на Еберхард I фон Катценелнбоген и Елизабет фон Епщайн. С нея той има една дъщеря:
- Аделхайд/Удалхилдис фон Ринек (* ок. 1286; † сл. 10 октомври 1313), омъжена пр. 1304 г. за Филип IV фон Фалкенщайн, господар на Мюнценберг (* 1282; † сл. 1328)